# Christensen
Christensen ist ein Familienname.

## Namensträger

### A
- Alex Christensen (* 1967), deutscher Komponist, Musikproduzent und DJ
- Anders Christensen (* 1972), dänischer Jazzmusiker
- Andreas Christensen (* 1996), dänischer Fußballspieler
- Anita Christensen (* 1971), dänische Boxerin
- Anna Sofie Christensen, dänische Musicaldarstellerin, Theater- und Filmschauspielerin
- Anne-Mette Christensen (* 1973), dänische Fußballspielerin
- Anthonie Christensen (1849–1926), dänische Blumenmalerin
- Arthur Christensen (1875–1945), dänischer Orientalist
- Asger Christensen (* 1958), dänischer Politiker (Venstre), MdEP
- Axel Laurent-Christensen (1895–1968), dänischer Arzt
- Axel Vang Christensen (* 2004), dänischer Mittel- und Langstreckenläufer

### B
- Bekim Christensen (* 1973), dänischer Radsportler
- Benjamin Christensen (1879–1959), dänischer Filmregisseur
- Bent Christensen (Regisseur) (1929–1992), dänischer Filmregisseur
- Bent Christensen (Zoologe) (* 1939), dänischer Zoologe
- Bent Christensen (Eishockeyspieler) (* 1976), dänischer Eishockeyspieler
- Bent Christensen Arensøe (* 1967), dänischer Fußballspieler und -trainer
- Bent Egsmark Christensen (* 1963), dänischer Fußballspieler und -trainer
- Birgit Christensen (* 1976), dänische Fußballspielerin
- Bjørn Holst-Christensen, dänischer Badmintonspieler
- Bo Christensen (1937–2020), dänischer Filmproduzent
- Brady Christensen (* 1996), US-amerikanischer American-Football-Spieler
- Bruce Christensen (* 1948), US-amerikanischer Baseballspieler

### C
- Carina Christensen (* 1972), dänische Unternehmerin und Politikerin
- Carissa Christensen (* 1996), US-amerikanisch-philippinische Fußballspielerin
- Carl Christensen (1872–1942), dänischer Botaniker
- Carlos Hugo Christensen (1914–1999), argentinischer Filmproduzent und Regisseur
- Charlotte Bruus Christensen (* 1978), dänische Kamerafrau
- Chris Christensen (Schauspieler), US-amerikanischer Schauspieler
- Chris Christensen (Wasserballspieler) (Devere Woodrow Christensen; 1948–2013), US-amerikanischer Wasserballspieler
- Chris Christensen (Kryptologe), US-amerikanischer Kryptologe und Hochschullehrer
- Chris Christensen (Schwimmer) (* 1988), dänischer Schwimmer
- Christen Christensen (Reeder) (1845–1923), norwegischer Reeder und Werftbesitzer
- Christen Christensen (Eiskunstläufer) (1904–1969), norwegischer Eiskunstläufer
- Christian Christensen (Leichtathlet) (1876–1956), dänischer Leichtathlet
- Christian Christensen (Politiker) (1925–1988), dänischer Politiker
- Christian Christensen (Boxer) (auch Christian Kristensen; 1926–2005), dänischer Boxer
- Clayton M. Christensen (1952–2020), US-amerikanischer Wirtschaftswissenschaftler und Bischof der Mormonen
- Conrad Christensen (1882–1950), norwegischer Turner
- Cory Christensen (* 1994), US-amerikanische Curlerin
- Cuckoo Christensen (1899–1984), US-amerikanischer Baseballspieler

### D
- Dale Eldon Christensen (1920–1944), US-amerikanischer Lieutenant, Träger der Medal of Honor
- Daniel Christensen (Schauspieler) (* 1978), deutsch-dänischer Schauspieler
- Daniel Christensen (Fußballspieler) (* 1988), dänischer Fußballspieler
- Daniel B. Christensen (* 1987), dänisch-amerikanischer Leichtathlet
- Dave Christensen (* 1961), American-Football-Trainer und -Spieler
- Dennis Christensen (* 1972), in Russland inhaftierter dänischer Zeuge Jehovas
- Dieter Christensen (1932–2017), deutscher Musikethnologe
- Don Christensen (Don R. Christensen; 1916–2006), US-amerikanischer Drehbuchautor
- Donna Christian-Christensen (* 1945), US-amerikanische Politikerin

### E
- Edvart Christensen (1867–1921), norwegischer Segler
- Eigil Friis-Christensen (1944–2018), dänischer Physiker
- Elias Budde Christensen (* 2002), dänischer Schauspieler
- Elisabeth Dons Christensen (* 1944), dänische Geistliche, Bischöfin in Ribe
- Emil Christensen (* 1984), schwedischer E-Sportler
- Emil Hass Christensen (1903–1982), dänischer Schauspieler
- Emilie Christensen (* 1993), norwegische Handballspielerin
- Erik Christensen (* 1983), kanadischer Eishockeyspieler
- Erika Christensen (* 1982), US-amerikanische Schauspielerin
- Ernst Johann Friedrich von Christensen (1801–1872), deutscher Deichinspektor und Baubeamter
- Espen Christensen (* 1985), norwegischer Handballspieler

### F
- Finn Christensen (* 1956), dänischer Tennisspieler
- Flemming Christensen (Politiker, 1944) (* 1944), dänischer Politiker (Det Konservative Folkeparti)
- Flemming Christensen (Politiker, 1950) (* 1950), dänischer Politiker (Socialistisk Folkeparti/parteilos)
- Flemming Christensen (Fußballspieler) (* 1958), dänischer Fußballspieler und -trainer
- Flemming Christensen (Komponist), dänischer Komponist
- Frederik Christensen (Fußballspieler, 1995), dänischer Fußballspieler
- Frederik Christensen (Fußballspieler, 2000), dänischer Fußballspieler
- Frederik Christensen (Fußballspieler, 2001), dänischer Fußballspieler
- Frederik Christensen (Fußballspieler, 2002), dänischer Fußballspieler

### G
- George Christensen (Footballspieler) (1909–1968), US-amerikanischer American-Football-Spieler
- George Christensen (Journalist) (1951–2016), gambischer Journalist und Unternehmer
- George Christensen (Politiker) (* 1978), australischer Politiker
- Gustav Christensen (* 2004), dänischer Fußballspieler
- Gyda Christensen (1872–1964),  norwegische Schauspielerin, Tänzerin und Choreografin

### H
- Hans Peder Christensen (1869–1945), dänischer Kommunalpolitiker, Bürgermeister von Aarhus
- Hans Skov Christensen (1945–2013), dänischer Ökonom
- Harald Christensen (Ringer) (1884–1959), dänischer Ringer
- Harald Christensen (Radsportler) (1907–1994), dänischer Radsportler
- Harold Christensen (Tänzer) (1904–1989), US-amerikanischer Tänzer
- Harold G. Christensen (1926–2012), US-amerikanischer Jurist
- Harold T. Christensen (Harold Taylor Christensen; 1909–2003), US-amerikanischer Sozialwissenschaftler
- Hayden Christensen (* 1981), kanadischer Schauspieler
- Helena Christensen (* 1968), dänisches Fotomodell
- Helmuth Christensen (1918–2008), deutscher Politiker
- Henrik Becker-Christensen (* 1950), dänischer Historiker
- Hjalmar Christensen (1869–1925), norwegischer Schriftsteller

### I
- Inge Christensen, Ehename von Inge Hasselsteen (* um 1931), dänische Badmintonspielerin
- Inger Christensen (1935–2009), dänische Schriftstellerin
- Ingolf Elster Christensen (1872–1943), norwegischer Jurist, Offizier, Beamter und Politiker
- Ingrid Christensen (Forschungsreisende) (1891–1976), norwegische Antarktisforscherin, Ehefrau von Lars Christensen
- Ingrid Christensen, Geburtsname von Ingrid Kristiansen (* 1956), norwegische Skilangläuferin und Langstreckenläuferin
- Ione Christensen (* 1933), kanadischer Politiker
- Ivy York Möller-Christensen (* 1956), dänische Sprachwissenschaftlerin

### J
- Jacob Christensen (* 2001), dänischer Fußballspieler
- Jan Christensen (Schachspieler) (* 1962), dänischer Schachspieler
- Jan Christensen (Künstler) (* 1977), dänisch-norwegischer Künstler und Kurator
- Jens Christian Christensen (1856–1930), dänischer Politiker
- Jeppe Bruus Christensen (* 1978), dänischer Politiker der Socialdemokraterne
- Jeremias Christensen (1859–1908), dänischer Bildhauer
- Jesper Christensen (* 1948), dänischer Schauspieler
- Jesper Bøje Christensen (* 1944), dänischer Cembalist
- Jette F. Christensen (* 1983), norwegische Politikerin
- Joachim Christensen (* 1993), dänischer American-Football-Spieler
- Johannes Christensen (ab 1914 Johannes Granholm) (1889–1957), dänischer Marathonläufer
- John Christensen (* 1948), neuseeländischer Hockeyspieler
- Johnny Christensen (1930–2018), dänischer Altphilologe und Philosophiehistoriker
- Jon Christensen (1943–2020), norwegischer Jazzschlagzeuger
- Jon Christensen (Journalist), US-amerikanischer Journalist, Ökologe und Historiker
- Jon Holst-Christensen (* 1968), dänischer Badmintonspieler
- Jon Lynn Christensen (* 1963), US-amerikanischer Politiker
- Jonas Høgh-Christensen (* 1981), dänischer Segler
- Jørgen Christensen-Dalsgaard (* 1950), dänischer Astronom
- Joss Christensen (* 1991), US-amerikanischer Freestyleskier

### K
- Kaare Christensen (* 1959), dänischer Epidemiologe und Gerontologe
- Karina Christensen (* 1973), dänische Fußballspielerin
- Karl Christensen (1821–1895), deutscher Politiker (NLP), MdR
- Kasper Christensen (* 1985), dänischer Handballspieler und -trainer
- Kayte Christensen (* 1980), US-amerikanische Basketballspielerin
- Kim Christensen (Fußballspieler, 1979) (* 1979), dänischer Fußballtorhüter
- Kim Christensen (Fußballspieler, 1980) (* 1980), dänischer Fußballspieler
- Kim Christensen (Leichtathlet) (* 1984), dänischer Kugelstoßer
- Knud Ib Christensen (* 1955), dänischer Botaniker
- Knud Torben Grabow Christensen (* 1949), dänischer Musiker, Sänger und Komponist, siehe Sebastian (Musiker)
- Kurt Christensen (* 1937), dänischer Fußballspieler

### L
- Lars Christensen (1884–1965), norwegischer Polarforscher
- Lars Saabye Christensen (* 1953), norwegischer Schriftsteller
- Las Christensen (1721–1793), deutscher Gutspächter und Beamter
- Lasse Vigen Christensen (* 1994), dänischer Fußballspieler
- Laura Christensen (* 1984), dänische Schauspielerin
- Lauritz Royal Christensen (1915–1997), US-amerikanischer Mikrobiologe
- Lena Christensen (* 1978), dänisch-thailändische Schauspielerin, Fernsehmoderatorin und Sängerin
- Lene Christensen (* 2000), dänische Fußballtorhüterin
- Lene Maria Christensen (* 1972), dänische Schauspielerin
- Lennart Christensen (* 1978), dänischer Basketballspieler
- Lew Christensen (1909–1984), US-amerikanischer Choreograf
- Lillian Langseth-Christensen (1905–1995), österreichische Designerin und Schriftstellerin

### M
- Mads Christensen (Radsportler) (* 1984), dänischer Radsportler
- Mads Christensen (Eishockeyspieler, 1984) (* 1984), dänischer Eishockeyspieler
- Mads Christensen (Eishockeyspieler, 1987) (* 1987),  dänischer Eishockeyspieler
- Mads Christiansen (Segler), dänischer Segler
- Magnus Christensen (* 1997), dänischer Fußballspieler
- Maria Christensen (* 1995), dänische Fußballspielerin
- Marianne Florman Christensen (* 1964), dänische Handballspielerin, siehe Marianne Florman
- Marit Fiane Christensen (* 1980), norwegische Fußballspielerin
- Martin Christensen (* 1987), dänischer Fußballspieler
- McKay Christensen (* 1975), US-amerikanischer Baseballspieler
- Michelle Christensen, US-amerikanische Industriedesignerin
- Michael Christensen (Badminton) (* 1981), dänischer Badmintonspieler
- Michael Christensen (Fußballspieler) (* 1983), dänischer Fußballspieler
- Michael Christensen (Rennfahrer) (* 1990), dänischer Automobilrennfahrer
- Michael Færk Christensen (* 1986), dänischer Radrennfahrer
- Mogens Christensen (Rennrodler) (* 1929), norwegischer Rennrodler
- Mogens Christensen (Schachspieler) (1934–1983), dänischer Schachspieler
- Mogens Christensen (Komponist) (* 1955), dänischer Komponist
- Morten Christensen (* 1965), dänischer Tennisspieler
- Morten Stig Christensen (1958–2024), dänischer Handballspieler und -funktionär

### N
- Netti Christensen (1914–2006), deutsche Widerstandskämpferin und Pädagogin
- Nicolaus Heinrich von Christensen (1768–1841), dänischer Generalmajor
- Niels Christensen (Erfinder) (1865–1952), dänisch-amerikanischer Technischer Zeichner und Erfinder
- Niels Christian Christensen (1881–1945), dänischer Sportschütze
- Niels Otto Christensen (Tiermediziner) (1914–1983), dänischer Tiermediziner und Hochschullehrer
- Niels Otto Christensen (Landshøvding) (1917–2003), dänischer Jurist, Beamter, Landsfoged und Landshøvding von Grönland
- Nikolaj Groth Christensen (* 1994), dänischer Schauspieler, siehe Nikolaj Groth

### O
- Øivind Christensen (1899–1988), norwegischer Segler
- Ole Christensen (* 1955), dänischer Politiker
- Oliver Christensen (* 1999), dänischer Fußballtorwart
- Oluf Christensen (1904–1957), deutscher Politiker (NSDAP), MdR
- Ove Christensen (Komponist) (1856–1909), dänischer Komponist, Pianist und Geiger
- Ove Christensen (Fußballtrainer) (* 1950), dänischer Fußballtrainer

### P
- Parley P. Christensen (1869–1954), US-amerikanischer Politiker
- Paul Christensen (Politikwissenschaftler) (* 1963), britisch/US-amerikanischer Politikwissenschaftler und Hochschullehrer
- Paul Christensen, eigentlicher Name von Ronnie Atkins (* 1964), dänischer Sänger
- Per Christensen (1934–2009), ein norwegischer Schauspieler
- Pernille Bech Christensen (* 1959), dänische Filmeditorin
- Pernille Fischer Christensen (* 1969), dänische Filmregisseurin
- Peter Christensen (Badminton) (* um 1972), dänischer Badmintonspieler
- Peter Christensen (Politiker) (1975–2025), dänischer Politiker
- Peter Forsyth Christensen (* 1952), US-amerikanischer Geistlicher, Bischof von Superior
- Peter Gade Christensen (* 1976), dänischer  Badmintonspieler, siehe Peter Gade

### R
- Ralph Christensen (* 1953), deutscher Rechtswissenschaftler, Autor und Philosoph
- Richard M. Christensen (1932–2024), US-amerikanischer Ingenieur
- Rolf Christensen (1894–1962), norwegischer Schauspieler und Regisseur
- Rudolf Christensen (1887–1952), schwedischer Unternehmer
- Ruth Christensen (1918–2007), dänische Textilkünstlerin und Kunsthandwerkerin

### S
- Shawn Christensen, Filmproduzent, Drehbuchautor, Regisseur und Schauspieler
- Sigrid Müller-Christensen (1904–1994), dänisch-deutsche Kunsthistorikerin
- Sophy Christensen (1867–1955), dänische Möbeltischlerin und Kunstschulleiterin
- Søren Christensen (Politiker) (* 1940), dänischer Gouverneur auf den Färöern
- Søren Christensen (Schauspieler) (* 1961), dänischer Schauspieler
- Søren Peter Christensen (1884–1927), dänischer Turner
- Steen Christensen (* 1941), dänischer Segler
- Stine Fischer Christensen (* 1985), dänische Schauspielerin

### T
- Tanja Christensen (* 1985), dänische Fußballspielerin
- Theodor Christensen (SS-Mitglied) (alias Fritz Ramm; 1905–1988), deutscher SS-Sturmbannführer
- Theodor Christensen (Regisseur)  (1914–1967), dänischer Filmregisseur, Drehbuchautor, Filmtheoretiker und Hochschullehrer
- Thomas Christensen (* 1948), US-amerikanischer Autor, Übersetzer und Illustrator
- Thomas H. Christensen (* 1949), dänischer Agrarwissenschaftler und Hochschullehrer
- Tim Christensen (* 1974), dänischer Musiker
- Todd Christensen (1956–2013), US-amerikanischer American-Football-Spieler
- Tom Christensen (* 1949), dänischer Tennisspieler
- Tommy Christensen (* 1961), dänischer Fußballspieler
- Tonny Holst-Christensen (* um 1935), dänische Badmintonspielerin

### U
- Ulla Christensen (* 1965), dänische Fußballspielerin
- Ulrich Christensen (* 1954), deutscher Geophysiker
- Ute Christensen (* 1955), deutsche Schauspielerin

### V
- Viggo Christensen (1880–1967), dänischer Politiker

### W
- Willam Christensen (1902–2001), US-amerikanischer Choreograf